# Agrolitha
Agrolitha là một chi bướm đêm thuộc họ Noctuidae.